# 呂時中
呂時中（1515年—？），字道夫，號潭西、玉窓，直隸大名府清豐縣人，匠籍，明朝政治人物。

## 生平
嘉靖十六年（1537年）丁酉科順天府鄉試第九十四名舉人。嘉靖二十年（1541年）中式辛丑科會試第二百名，登第二甲第二十一名進士。改翰林院庶吉士，二十二年十一月授户科给事中。復除吏科给事中，二十六年十二月升刑科右，二十七年十一月升兵科左，二十九年十二月升刑科都，三十年七月升陕西布政司右参政，三十三年十月以进表还任违限，下御史提问。後历任山西按察使、山东右布政使、河南左布政使，嘉靖三十九年十月升任應天府府尹，四十年（1561年）閏五月改任順天府府尹，十一月官至戶部右侍郎、总督仓场督理西苑农事，四十二年四月以考察致仕。晚年以诗文自娱，著有《潭西文集》十七卷。

## 家族
曾祖呂廷訓；祖父呂鳳，壽官；父呂應魁，母閻氏；繼母趙氏。具庆下。